# Ред Банк (Њу Џерзи)
Ред Банк (енгл. Red Bank) град је у америчкој савезној држави Њу Џерзи.

## Демографија
По попису из 2010. године број становника је 12.206, што је 362 (3,1%) становника више него 2000. године.
| Група             | 2000.         | 2010.         |
| Белци             | 7.063 (59,6%) | 6.147 (50,4%) |
| Афроамериканци    | 2.375 (20,1%) | 1.516 (12,4%) |
| Азијати           | 259 (2,2%)    | 226 (1,9%)    |
| Хиспаноамериканци | 2.027 (17,1%) | 4.198 (34,4%) |
| Укупно            | 11.844        | 12.206        |